# Trichopria evanescens
Trichopria evanescens är en stekelart som beskrevs av Jean-Jacques Kieffer 1911. Trichopria evanescens ingår i släktet Trichopria, och familjen hyllhornsteklar. Arten är reproducerande i Sverige.